# مخرمة
المُخَرَّمة أو الشبيكة أو التَّخْرِيمة أو المُخرَّم أو الدَّنْتِلَّة هو قماش مخرم دون إطار أو حدود، وعادة يكون من خيوط الحرير أو الكتان أو النايلون أو حتى بألياف غنية حسب ما يلزم، ويُنسج يدوياً أو آلياً، عن طريق نقاط متشابهة أو غير متشابهة ليشكل رسماً. بحواف مسننة أو غير مسننة.

## التاريخ
لا توجد معلومات دقيقة عن تواريخ أو أماكن تواجد الدنتيل الأصلي. غير أنه المعروف أنه اشتهر في القرن السادس عشر، في منطقة البندقية.كان يسمى أولاً الشرائط (1539). وظهر أول مرة تحت لفظة «الدنتيل» (أي «الأسنان الصغيرة») في 1545 في مهر شقيقة فرانسوا الأول.
كان في البداية لباس مخصصاً للرجال، ثم بدأت تستخدمه المرأة في القرن السابع عشر إلى القرن التاسع عشر.

## معرض صور

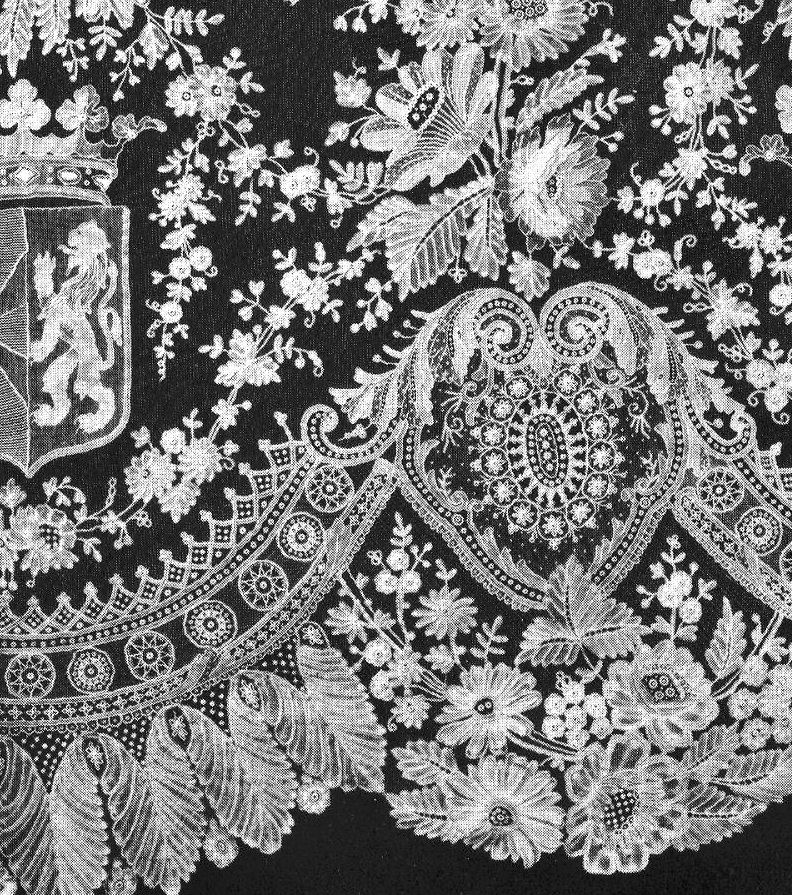
سترة من المجموعة الملكية.